# Viet Minh
El Viet Minh, forma abreviada de Việt Nam Ðộc Lập Ðồng Minh Hội (Liga para la independencia de Vietnam), se formó en Pác Bó, a través de una conferencia celebrada el 19 de mayo de 1941, como alianza entre el Partido Comunista Indochino y grupos nacionalistas, con el fin de conseguir independizarse de Francia. La liga estuvo dirigida por Hồ Chí Minh, que junto a Lê Duẩn, Võ Nguyên Giáp y Pham Van Dong integraron el grupo fundador.
En 1941, durante la Segunda Guerra Mundial, el régimen de Vichy presionado por la Alemania nazi cedió el control de la Indochina francesa y de sus bases militares a Japón. El Viet Minh luchó contra ellos con el apoyo de la OSS de EEUU y la Unión Soviética. Al ir produciéndose la vuelta de los franceses tras la salida de los japoneses, el Viet Minh centró sus ataques en las guarniciones francesas, cayendo la primera en diciembre de 1944, cuando Giap ya había formado las primeras brigadas. Con la rendición de Japón en agosto de 1945, la liga tomó el control del país y Hồ Chí Minh proclamó la independencia el 2 de septiembre. Tras infructuosas negociaciones, en diciembre de 1946 la armada francesa bombardeó la ciudad de Haiphong provocando miles de muertos.
Aquella acción dio comienzo a la guerra de Indochina. Inicialmente Hồ Chí Minh no quería utilizar a su ejército contra las tropas coloniales; sin embargo, al verse casi sin apoyos, estuvo de acuerdo con Giap en lanzar un ataque.

## Origen del Viet Minh
Tras un largo viaje, Hồ Chí Minh regresó a Vietnam tras 20 años el 8 de febrero de 1941, a Pac Bo. Inmediatamente convocó un pleno del Partido Comunista de Vietnam en el que se decidió crear un amplio frente político para luchar contra el nuevo ocupante japonés y el poder colonial francés. Las fuentes de ingresos debían ser asimismo lo más amplias posible. Para lograr el apoyo financiero del gobierno chino, controlado por el Kuomintang, se decidió reactivar una organización revolucionaria que había sido reconocida por ese gobierno en 1936, pero que, por falta de fondos, no existía más que en el papel. Oficialmente, la organización era independiente del partido comunista. La organización se llamaba Việt Nam Ðộc Lập Ðồng Minh Hội, el Viet Minh.

## Historia del Viet Minh
La fuerza de las tropas francesas y de su artillería hizo que las ciudades quedaran pronto en poder de la metrópoli arrojando al Viet Minh a las selvas y los pueblos. Así lo que inicialmente se constituyó como ejército debió comenzar a utilizar técnicas guerrilleras contra una fuerza que le superaba en entrenamiento y potencia de fuego.

### Las primeras acciones
En los primeros momentos el Viet Minh solo podía realizar algunas acciones aisladas con las escasas armas capturadas a los japoneses años atrás y a los franceses en los pocos combates librados. No obstante el control de las zonas rurales se reveló más difícil de lo que París suponía.
En 1948 invadieron el norte de Vietnam en forma de grupos guerrilleros que hostigaban a las fuerzas francesas y comenzaron a tomar el control de las áreas rurales que rodeaban el delta del río Rojo; pero no el de las ciudades, lo que preocupaba algo a las tropas francesas aún sin alarmarlos en exceso. Tanto es así que los soldados a las órdenes de Francia se mofaban de ellos por su pequeña estatura y aspecto aparentemente débil.
A principios de 1948 el Viet Minh optó por lanzar un ataque sobre el fuerte de Phu Tong Hog; pero la Batalla de Phu Tong Hog resultó un fracaso para los vietnamitas que debieron abandonar, dejando cientos de muertos.

### China como refugio seguro
Con la llegada al poder de Mao Tse-Tung en China, los vietminh no solo consolidaban su santuario seguro en China sino que el estallido de la guerra de Corea y su alineamiento con los comunistas les proporcionaba cierta ayuda militar de chinos y soviéticos.
Tras el suceso de Phu Tong Hog, Giap reestructuró el Viet Minh ampliándolo con efectivos cada vez mejor armados y entrenados. Así en 1950 ya podía contar con dos divisiones de infantería y una de artillería bien armada. Con estas fuerzas decidió lanzar el ataque contra la Ruta Colonial 4, una carretera que ya habían atacado varias veces en forma de guerrilla. La Operación Hong-Phong 2 resultó un éxito absoluto y fue la primera gran victoria de los "Viet" (como los denominaban despectivamente los franceses) y todo un descalabro para Francia. Tras esta operación las fuerzas francesas comenzaron a ver con ojos más respetuosos a los "Viet".
Animado por el éxito Giap siguió por la misma vía engrosando el Viet Minh con nuevos miembros en grandes formaciones y en 1951 el Viet Minh contaba con cuatro divisiones de infantería y una de artillería. Con estas fuerzas lanzó el ataque hacia los hombres del casi recién llegado Jean-Marie De Lattre de Tassigny en la Batalla del delta del río Rojo; pero la estrategia del jefe francés desbarató por completo a los Vietminh y les infligió una tremenda derrota (destrozando el 30 % de sus fuerzas).
Tras esto el Viet Minh tardó meses en volver a reunificarse y cubrir las pérdidas.

### El Viet Minh como un ejército consolidado
Superada la derrota de Vinh Yen y terminada la guerra de Corea los "Viet" podían esperar más ayuda de sus aliados chinos y soviéticos. Así en 1954 estaban preparados para enfrentarse a los franceses en las batallas decisivas por la liberación de Vietnam.
Giap continuó aumentando sus efectivos y organizándolos en una estructura piramidal de tres niveles:
- La milicia: el más básico lo formaban hombres y mujeres de las aldeas. Generalmente no estaban armados, o si lo estaban era con unas pocas escopetas y fusiles. Ellos se ocupaban de la logística llevando suministros en sus bicicletas. En 1954 lo integraban más de 300 000 personas.
- Fuerzas regulares: era el segundo nivel nutrido por hombres con más antigüedad, más entrenamiento y mejor armados; pero generalmente solo era armamento portátil o ligero. En 1954 formaban parte de esta fuerza unos 75 000 hombres.
- El Chung Lung: lo integraban las mejores y mejor entrenadas fuerzas vietnamitas con el mejor armamento a su disposición. En 1954 formaban esta fuerza 5 divisiones de infantería y 1 de artillería que, como sucedió en la Batalla de Dien Bien Phu, podían derrotar a cualquier ejército en cualquier lugar de Vietnam. Los Chung Lung están calificados por varios autores como cuerpos de élite, al mismo nivel que la Legión Extranjera con la que terminaron midiéndose.

## El final del Viet Minh
Tras la guerra el Viet Minh fue disuelto aunque sus miembros fundarían en 1960 el Frente Nacional de Liberación y fueron los que entrenaron a los primeros Vietcong. Paulatinamente esta fuerza de veteranos fue disminuyendo hasta que el EVN tomó el peso de la guerra de Vietnam. En Vietnam del Norte muchos de los antiguos miembros de esta fuerza integraron el EVN, entre ellos su comandante en jefe, el camarada Vo Nguyen Giap, como ministro de defensa de la recién creada república socialista de Vietnam.